# María Teresa Muñoz Jiménez
María Teresa Muñoz Jiménez (Madrid, 1948) es una investigadora y arquitecta española, especialista en pensamiento y crítica de la Arquitectura. Fue la primera mujer en dirigir el departamento de proyectos de la Escuela Técnica Superior de Arquitectura de Madrid.

## Trayectoria
Muñoz estudió arquitectura y se tituló arquitecta en 1972 en la Escuela Técnica Superior de Arquitectura de Madrid (ETSAM). Estudió un Máster en arquitectura en 1974 en Canadá en la Universidad de Toronto con los arquitectos Peter Prangnell y Douglas Engel. Continuó con los estudios de doctorado en la Universidad Politécnica de Madrid (UPM) dónde se doctoró en 1982 con la tesis titulada La desintegración estilística de la arquitectura contemporánea que estuvo dirigida por Rafael Moneo.
Muñoz comenzó su carrera docente en los años 70 como profesora de dibujo técnico, después como profesora de elementos de composición en la cátedra de Juan Navarro Baldeweg y finalmente, como profesora titular desde 1983 en la Escuela Técnica Superior de Arquitectura de Madrid de Proyectos Arquitectónicos. Ha sido profesora invitada entre otras universidades, en la Escuela Técnica Superior de Arquitectura de Barcelona. Entre los trabajos de traducción destacar la traducción del libro de George Baird y Charles Jencks, Meaning in Architecture, con título en español, El significado en arquitectura. En los años 70 a su vuelta de Canadá publicó diferentes escritos que sitúan a Muñoz como una de las primeras críticas de arquitectura sobre las influencias mutuas entre la cultura arquitectónica española y la anglosajona.
Es autora de numeras publicaciones, artículos y libros. Entre los libros de Muñoz destacar los publicados en 1989, Cerrar el círculo y otros escritos, en 1991, El laberinto expresionista, en 1995, La otra arquitectura orgánica, en 1998, La desintegración estilística de la arquitectura contemporánea, en 2000 Vestigios, en 2010 La mirada del otro, y en 2013 Jaulas y trampas. Destacar las publicaciones que escribió en colaboración con Juan Daniel Fullaondo como los 3 tomos de Historia de la Arquitectura Contemporánea Española publicados sucesivamente en 1994, 1995 y 1997, y los libros publicados en 1992, Laocoonte crepuscular, Conversaciones sobre Eduardo Chillida y Bruno Zevi.
Muñoz ha escrito numerosas publicaciones sobre teoría, crítica y pensamiento de la arquitectura en revistas como Metalocus, Arquitectura, Circo, Arquitectura Bis, Iluminaciones. También realizó trabajos de editora con al edición de Las piedras de San Agustín, ensayos sobre la obra de Jorge Oteiza.
Destacar el premio recibido por Muñoz en el año 1988, premio FAD de pensamiento y crítica por su libro Juan Daniel Fullaondo. 
Con un grupo de arquitectos, en los años 1977 a 1979, Muñoz dirigió la revista Arquitectura del Colegio de Arquitectos de Madrid, la primera vez que una mujer participaba en el equipo director de esta revista. Entre los años 1987 y 1990 fue la primera mujer que dirigió en la ETSAM, el Departamento de Proyectos Arquitectónicos.
Actualmente es profesora emérita de la ETSAM y colegiada en el COAM.

## Reconocimientos
- 1988 Juan Daniel Fullaondo, premio FAD de pensamiento y crítica.
- 1977 - 1979 Codirectora de la revista Arquitectura del Colegio Oficial de Arquitectos de Madrid.[6]
- 1987 - 1990 Primera mujer directora del departamento de proyectos de la ETSAM Universidad Politécnica de Madrid .